# Ruský dobrovolnický sbor
Ruský dobrovolnický sbor (rusky Русский добровольческий корпус, РДК) je ruská nacionalistická polovojenská jednotka se sídlem na Ukrajině, vyzbrojená Ukrajinou a vystupující s ukrajinskými výsostnými znaky. Popírá svoji příslušnost k ZSU, hlásí se k přímé podřízenosti ministerstvu obrany Ukrajiny. Vznikla v srpnu 2022 během ruské invaze na Ukrajinu. Bojuje proti režimu ruského prezidenta Vladimira Putina.
Zakladatel skupiny Denis Kapustin i samotná skupina byli označováni za krajně pravicové nebo neonacistické. Kapustin tvrdí, že skupina se skládá z ruských emigrantů, které spojuje odpor vůči Putinovi. Skupina uvádí, že je součástí ukrajinských ozbrojených sil; ukrajinští vojenští představitelé ale tvrdí, že je nezávislá.
Skupina se přihlásila k odpovědnosti za útok z března 2023 v Brjanské oblasti v Rusku. Ruská vláda tvrdila, že přeshraniční „teroristický útok“ provedla ukrajinská skupina. Ukrajinská vláda účast odmítla a označila ho buď za operaci pod falešnou vlajkou, nebo útok protivládních partyzánů v Rusku. V květnu 2023 se skupina údajně zúčastnila přeshraničního útoku na Bělgorodskou oblast v Rusku, spolu s Legií Svoboda Ruska.

## Původ a cíle
Ruský dobrovolnický sbor byl založen v srpnu 2022 Denisem Kapustinem (známým také jako Denis Nikitin), který byl v médiích popisován jako neonacistický fotbalový chuligán. Narodil se v Moskvě, v roce 2001 se přestěhoval do Německa (po zfalšování dokumentů se vydával za židovského uprchlíka) a několik let tam žil. V roce 2008 se vrátil do Ruska, kde založil neonacistickou oděvní značku White Rex.. Německý Spiegel citoval Nikitinův rozhovor, který se týkal i jeho podnikání s WR: "Můj úkol je globální, musím pokrýt všechny oblasti života moderního člověka. Rozvíjejte se dál, buďte úspěšní! Sieg Heil!" V roce 2017 se přestěhoval na Ukrajinu, kde se angažoval v krajně pravicových hnutích, zde byl zadržen i pro podezření z výroby amfetaminů. Podle agentury Reuters se označil za „nacionalistu bojujícího za Rusko, které patří etnickým Rusům“, zároveň však Nikitin udržoval dobré kontakty s Thorstenem Heise a Tommym Frenckem, předními německými neonacisty. Kvůli svým postojům má zákaz vstupu do schengenského prostoru.
Sbor uvádí, že je tvořen etnickými Rusy bojujícími za obranu Ukrajiny před ruskou invazí a za svržení ruského režimu Vladimira Putina. Ruská vláda by se podle něj měla vzdát svých imperiálních ambicí a místo toho se zaměřit na zlepšení životních podmínek etnických Rusů. Sbor je pro sebeurčení různých etnických menšin v Rusku a „chce vidět menší, etnický ruský stát“. Nikitin vysvětlil, že ruský nacionalismus „se obrátil úplně špatným směrem“ a zveřejnil video, které vyzývá bílé nacionalisty, aby bojovali proti Putinovi, protože Rusko se změnilo v policejní stát. Nikitin se negativně vyjádřil o ukrajinském prezidentovi Volodymyru Zelenském, protože je Žid a „propaguje ty nejhorší z liberálních hodnot“, ale Putin je podle něj horší.
Podle ukrajinské tiskové agentury Glavcom byl sbor vytvořen ruskými dobrovolníky, kteří v roce 2014 začali bojovat za Ukrajinu v praporu Azov a dalších jednotkách. Podle polské tiskové agentury Vot Tak vedení sboru na rozdíl od Legie Svoboda Ruska nespoléhá na ruské válečné zajatce, kteří se stali přeběhlíky, ale na ruské pravicové emigranty žijící na Ukrajině.
Sbor používá symboly Ruské osvobozenecké armády, která během druhé světové války spolupracovala s nacistickým Německem.

## Přihlášení k útokům

### Útok na Brjanskou oblast
Skupina se přihlásila k odpovědnosti za útok z března 2023 v Brjanské oblasti v Rusku. Ruská vláda tvrdila, že přeshraniční „teroristický útok“ provedla ukrajinská skupina. Ukrajinská vláda účast odmítla a označila ho buď za operaci pod falešnou vlajkou, nebo útok protivládních partyzánů v Rusku.
Dne 6. dubna 2023 ruský dobrovolnický sbor znovu uvedl, že překročil hranici do Brjanské oblasti a vstoupil do vesnice Sluchovsk. Ruské úřady tvrdily, že pokusu o invazi bylo zabráněno, sbor ale zveřejnil video, ukazující jeho členy ve vesnici. Během vpádu byly údajně prováděny bojové operace.

### Útok v Bělgorodské oblasti
V květnu 2023 Ruský dobrovolnický sbor a Legie Svoboda Ruska provedly útok na Bělgorodskou oblast. Zveřejněná videa ukazovala ozbrojené muže, kteří tvrdili, že patří ke sboru a že překročili hranici, aby bojovali proti „krvavému putinovskému a kremelskému režimu“. Guvernér Bělgorodské oblasti uvedl, že do regionu vstoupila ukrajinská „sabotážní skupina“ a úřady uvedly, že byl zaveden „protiteroristický režim“.